# This is Benjamin Ingrosso
This is Benjamin Ingrosso är en svensk dokumentärserie där den första delen hade premiär på strömningstjänsten Max den 21 maj 2024. Serien blev den första svenska originalserien på Max. Dokumentärens andra del hade premiär den 13 december 2024.

## Handling
Serien följer Benjamin Ingrosso från hans år som barnstjärna fram till i dag och ska berättar om hur han tillsammans med sitt team har siktet inställt på den internationella scenen.